# Barrie
Barrie – miasto w Kanadzie, w prowincji Ontario, w hrabstwie Simcoe.
Powierzchnia Barrie to 76,98 km². Według danych spisu powszechnego z roku 2001 Barrie liczy 103 710 mieszkańców (1347,23 os./km²).

## Sport
- Barrie Colts – klub hokejowy